# مسجد الفاتح (طرابزون)
مسجد الفاتح في طرابزون هو مسجد في بلدية أورتاهزار في مدينة طرابزون في تركيا. وهو في الأصل كنيسة بنيت في عصر الإمبراطورية البيزنطية (كنيسة باناجيا كريسوكيفالوس) (باليونانية: Παναγία Χρυσοκέφαλος)‏، "باناجيا الذهبي الرأس")، وبقيت تستخدم كذلك كنيسة أو ديرا، في إمبراطورية طرابزون حتى الفتح العثماني للمدينة في 1461. ويعرض مسجد الفاتح أيضا أجمل النماذج في فنون الكتابة لدى الدولة العثمانية.

## التاريخ

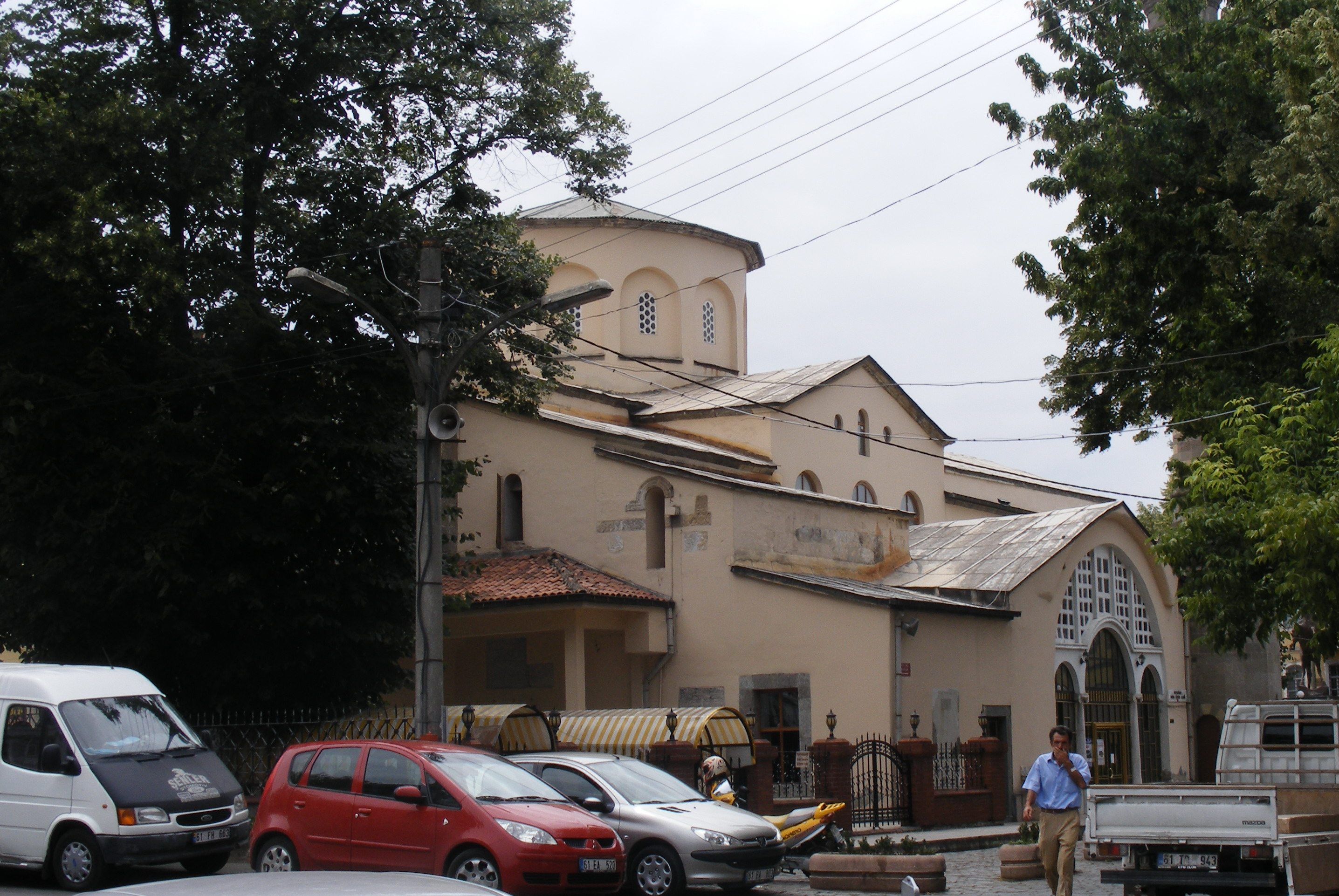
المسجد اليوم

يعتقد أن عددا من الكنائس قد كانت قائمة حيث الهيكل الحالي الآن. وخلال ذروة الإمبراطورية الطرابزونية، كان يستخدم مكان راحة لعدد من كبار الشخصيات بما في ذلك الإمبراطور جون الثاني في 1297، وميتروبوليتان نيفون في 1364 والإمبراطور ألكسيوس الرابع في 1429.
أصبحت الكنيسة مسجدا بعد الفتح العثماني وقد حضر الصلاة الأولى محمد الفاتح الذي بنى مدرسة ملاصقة للمسجد (مدرسة فاتح).

## الملاحظات والمراجع
1. ↑  Gabriel Millet, "Les monastères et les églises de Trébizonde", Bulletin de correspondance hellénique, 19 (1895), p. 423 نسخة محفوظة 26 نوفمبر 2016 على موقع واي باك مشين.
2. ↑  Historical places of Trabzon city (tr) نسخة محفوظة 2011-10-16 على موقع واي باك مشين.